# خاتم شن

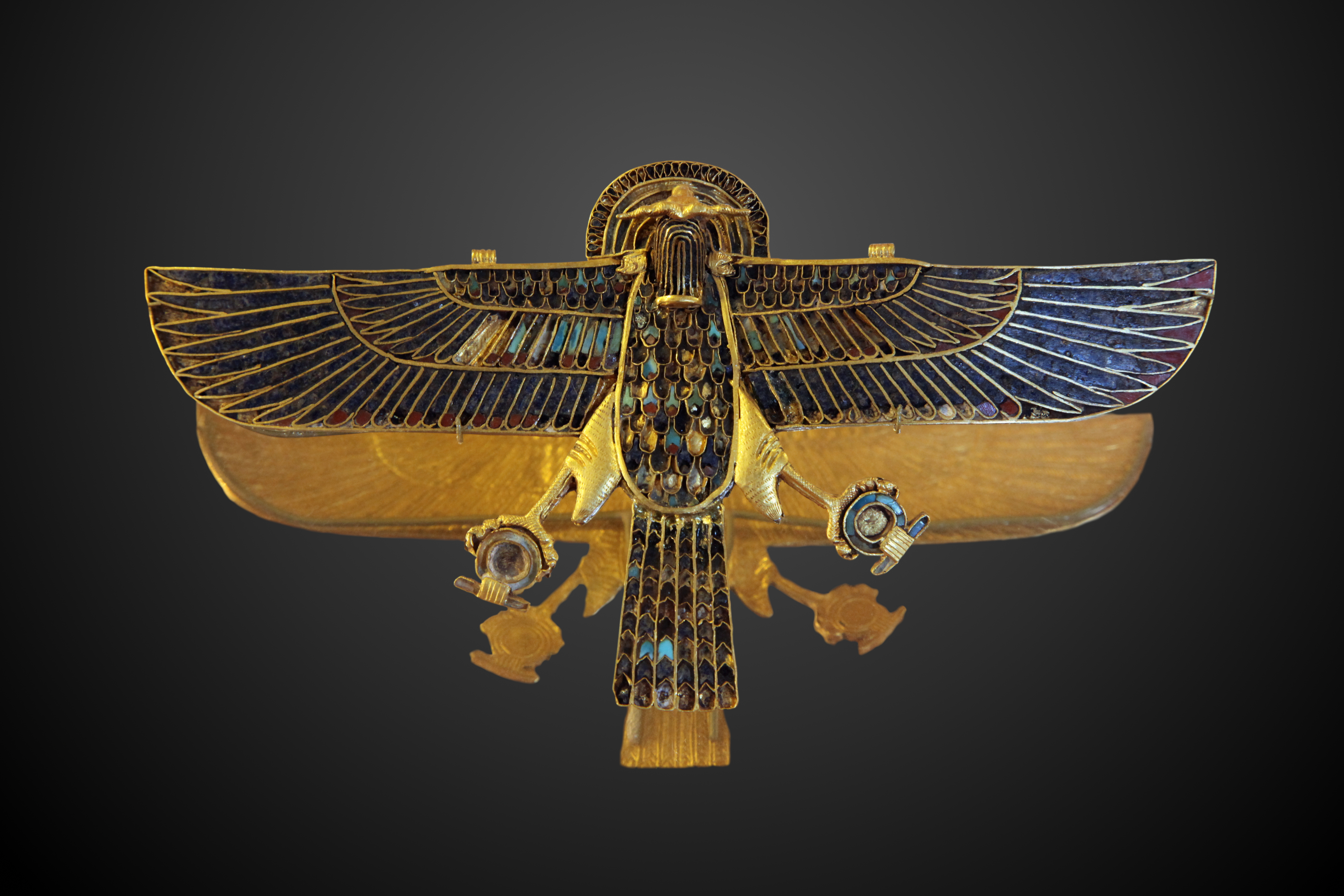
حورس مع خاتم شن في قبضة أرجله. متحف اللوفر

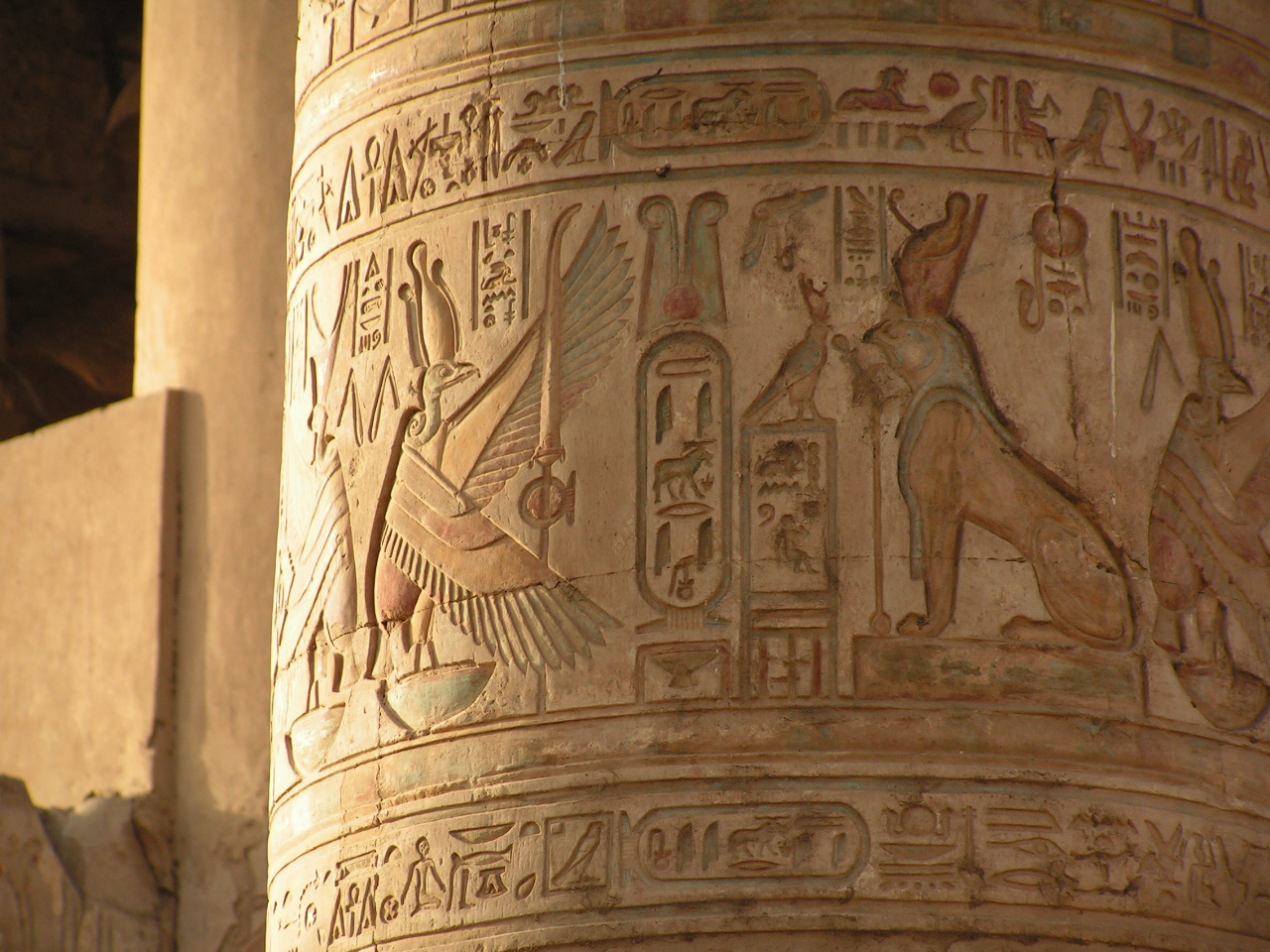
الإلهة نخبيت مع خاتم شن في كوم أمبو

كان خاتم شن في مصر القديمة عبارة عن دائرة مع خط مماس لها، ورمزه في الهيروغليفية حلقة من حبل. تعني كلمة شن في اللغة المصرية القديمة «تطوّق»، وخاتم الشن يمثل الحماية الأبدية.

## استخدام خاتم شن في الأيقونات
غالبًا ما يُرى خاتم شين يحمله إله الصقر حورس، ولكن حملته أيضًا إلهة النسر نخبيت. استخدم بدءا من الأسرة المصرية الثالثة حيث استعملت في نقوش هرم زوسر المدرج. رمز الشن يمكن تمديده ليشمل اسم ملكي، وفي هذا الحال يسمى خرطوش.